# Carlos Lenin
Carlos Lenin Treviño Rodríguez (Linares, Nuevo León, 1983) es un director de cine mexicano. Estudió publicidad y Producción de Medios Audiovisuales en la Universidad Autónoma de Nuevo León y se especializó en dirección de cine en la ENAC - UNAM. Su cine es parte de la renovación del cine mexicano al buscar descentralizar las historias que se cuentan y presentar historias hechas desde y para el norte del país.
Su ópera prima, La paloma y el lobo, tuvo su estreno en el Festival Internacional de Cine de Locarno, ganando el premio Swatch Art Peace Hotel. En 2022, ganó el Premio Ariel a Mejor Cortometraje de Ficción por El sueño más largo que recuerdo.
Su siguiente filme, Dios y la cumbia del Diablo, ganó dos premios en el Fondo Fílmico Gabriel Figueroa.

## Filmografía
- El colapso (2023)  - miniserie de televisión, 2 episodios
- El sueño más largo que recuerdo (2021), cortometraje
- La paloma y el lobo (2019)
- El silencio (La quinta casa de correos) (2017)
- 24° 51' Latitud Norte (2015)
- 3 y Media Vueltas en Posición C (2012)